# Kean ou Désordre et génie
Pour les articles homonymes, voir Kean.
Pour plus de détails, voir Fiche technique et Distribution.
Kean ou Désordre et génie est un film muet français d'Alexandre Volkoff sorti en 1924.

## Synopsis
Le film adapte la pièce éponyme d'Alexandre Dumas tout en racontant l'histoire d'un comédien qui joue Roméo et Juliette de Shakespeare.
Désordre et génie sont les qualificatifs les plus adaptés à Edmond Kean, acteur britannique aimé des femmes, mais détesté par l'aristocratie. Il mourra dans la misère.

## Fiche technique
- Titre original : Kean ou Désordre et génie
- Autre titre : Kean
- Réalisation : Alexandre Volkoff
- Scénario : Kenelm Foss, Ivan Mosjoukine, d'après la pièce d'Alexandre Dumas
- Image : Joseph-Louis Mundwiller, Fédote Bourgassoff
- Décors : Ivan Lochakoff, Edouard Gosch
- Production : Films Albatros
- Directeur de production : Alexandre Kamenka
- Pays de production : France
- Format : Muet - Noir et blanc - 1,33:1
- Genre : Drame
- Durée : 2 600 mètres (96 minutes)
- Sortie : 15 février 1924, France

## Distribution
- Ivan Mosjoukine : Edmond Kean, le célèbre acteur shakespearien, passionnément amoureux de la comtesse de Koefeld
- Nathalie Lissenko : la comtesse de Koefeld, l'épouse de l'ambassadeur du Danemark et maîtresse du prince de Galles, dont Kean est passionnément amoureux
- Mary Odette : Anna Demby, une riche héritière éprise de Kean
- Otto Detlefsen : le Prince de Galles
- Nicolas Koline : Salomon, le souffleur, factotum de Kean et son seul ami
- Georges Denebourg : le comte de Koefeld
- Pauline Pô : Ophélie / Juliette
- Albert Bras : le Constable
- Kenelm Foss : Lord Mewill, l'amoureux éconduit d'Anna Demby
- Joe Alex
- Jules de Spoly
- Laurent Morlas
- Pierre Mindaist
- Constantin Mic
- Mary Odette

## Autour du film
- Ivan Mosjoukine, qui incarne Kean, mourra comme lui, dans la pauvreté.
- De nombreux contributeurs du film sont d'origine russe : la France avait été une des principales terres d'asile pour les Russes fuyant la Révolution d'Octobre de 1917.
- Lieux de tournage : Paris, Versailles (extérieurs), studio de Joinville (théâtre de Drury Lane), studio de Montreuil (taverne, etc.).